# Bo Widerberg
Bo Widerberg (Malmö, 8 de junho de 1930 — Ängelholm, 1 de maio de 1997) foi um diretor de cinema, roteirista e ator sueco.

## Vida
Wideberg dirigiu filmes como Kvarteret Korpen (1963), Elvira Madigan (1967), Ådalen 31 (1969), Joe Hill (1971), Fimpen (Fimpen, o Garoto, 1974), Mannen på taket (1976), Victoria (1979), Mannen från Mallorca (1984) e Lust och fägring stor (Todas as coisas são belas, 1995).
Recebeu o Urso de Prata no Festival de Berlim por Lust och fägring stor, e um prêmio especial do júri no Festival de Cannes por Ådalen 31. Kvarteret Korpen, Ådalen 31 e Lust och fägring stor receberam indicação ao Oscar de melhor filme estrangeiro.

## Filmografia como diretor

### Como diretor
Fonte:
- The Boy and the Kite (1962) (curta-metragem de 30 min, fotografia Jan Troell)
- The Baby Carriage (1963)
- Raven's End (1963)
- Love 65 (1965)
- Heja Roland! (1966)
- Elvira Madigan (1967)
- The White Game (1968)
- Ådalen 31 (1969)
- A Mother with Two Children Expecting Her Third (1970) (7 min curta-metragem, entrevista com Vanessa Redgrave)
- Joe Hill (1971)
- Stubby (1974)
- The Man on the Roof (1976)
- En handelsresandes död (1979) (filme para TV)
- Måsen (1979) (filme para TV)
- Victoria (1979)
- Missförståndet (1981) (filme para TV)
- Linje Lusta (1981) (filme para TV)
- Rött och svart (1982) (unfinished)
- The Man from Majorca (1984)
- Ormens väg på hälleberget (The Serpent's Way, 1986)
- En far (1988) (filme para TV)
- Vildanden (The Wild Duck, 1989) (filme para TV)
- Hebriana (1990) (filme para TV)
- Efter föreställningen (1992) (filme para TV)
- Tagning Alla är äldre än jag ... (1994) (inacabado)
- All Things Fair (1995)